# Twice Removed
Albums de Sloan
Smeared
(1992) One Chord to Another
(1996)
Twice Removed est le second album du groupe de rock canadien Sloan. Il est paru sur le label Geffen Records en 1994, et est considéré comme l'un de leurs meilleurs albums. Plus mélodique que le précédent album Smeared, Geffen décide de ne pas le promouvoir car il ne correspond pas au mouvement grunge dominant à l'époque. Le groupe est alors viré par Geffen après la sortie de l'album. Bien que ce soit l'album qui les ait fait connaître au Canada, Sloan arrête les tournées et l'écriture après les problèmes avec Geffen. Des rumeurs de séparation commencent alors à circuler.
En 1996, le magazine musical canadien Chart interroge ses lecteurs pour désigner les meilleurs albums canadiens de tous les temps. Twice Removed arrive alors en tête. Quand le même magazine lance le même sondage en 2000, Twice Removed perd la tête du classement au profit de Blue de Joni Mitchell, et passe à la troisième place. Dans le troisième sondage, en 2005, Twice Removed repasse numéro un du classement. Il est également classé 14e dans le livre de 2007 de Bob Mersereau 2007 The Top 100 Canadian Albums.
Jennifer Pierce du groupe Jale apparaît encore en tant que choriste sur I Can Feel It.

## Liste des titres
| No  | Titre                | Auteur                        | Durée |
| --- | -------------------- | ----------------------------- | ----- |
| 1.  | Penpals              | Chris Murphy                  | 3:08  |
| 2.  | I Hate My Generation | - Jay Ferguson - Chris Murphy | 2:26  |
| 3.  | People of the Sky    | Andrew Scott                  | 3:37  |
| 4.  | Coax Me              | Chris Murphy                  | 3:26  |
| 5.  | Bells On             | Chris Murphy                  | 3:55  |
| 6.  | Loosens              | Patrick Pentland              | 5:26  |
| 7.  | Worried Now          | Patrick Pentland              | 2:40  |
| 8.  | Shame Shame          | Chris Murphy                  | 3:04  |
| 9.  | Deeper Than Beauty   | Chris Murphy                  | 2:40  |
| 10. | Snowsuit Sound       | Jay Ferguson                  | 3:47  |
| 11. | Before I Do          | - Chris Murphy - Andrew Scott | 7:04  |
| 12. | I Can Feel It        | Patrick Pentland              | 3:28  |

| 13. | D Is For Driver | Chris Murphy | 2:24 |

### Face-B
- Coax Me (Icks Nay On The Evie Stay Micks) (Coax Me 7)
- One Professional Care (Coax Me 7)
- I Can Feel It (demo) (promo 7)

### Singles tirés de l'albumTwice Removed
- Coax Me (1994)
- People Of The Sky (1994)

## Anecdotes
- Penpals est née de la lecture de lettres de fans écrites en anglais approximatif et adressées à Nirvana que Sloan a côtoyé lorsqu'ils étaient encore sur le label Geffen[2].